# مكاوي سعيد
مكاوى سعيد كاتب وروائي وسيناريست مصري وُلد في القاهرة في 6 يوليو 1956، توفي في 2 ديسمبر 2017.

## حياته
بدأت رحلته مع الكتابة أواخر السبعينيات حين كان طالبا بكلية التجارة جامعة القاهرة، وكان حينذاك مهتما بكتابة الشعر العامي والفصيح عقب تأثره بدواوين صلاح عبد الصبور وأحمد عبد المعطي حجازي والبياتي والسياب والفيتوري، ونشرت عدة قصائد له في مجلة صوت الجامعة وغيرها. كما كانت له نشاطات دائمة في الندوات الثقافية بالجامعة حتى حصل على لقب شاعر الجامعة عام 1979.
بدأ عقب تخرجه من الجامعة كتابة القصة القصيرة متأثراً بيوسف إدريس وقصص مكسيم جوركي وتشيكوف بالإضافة إلى روايات ديستويفسكي وهيمنجواي، وفي بداية الثمانينيات شارك في ندوات دائمة بمقاه شهيرة بوسط البلد كعلي بابا واسترا وسوق الحميدية حيث يلتقي الأدباء الكبار والقصاصين الجدد الذين يتلمسون الطريق. وعرض قصصه الأولى في هذه الندوات وأثنى عليها الكثيرون، كما فاز بعضها بجوائز في مسابقات نادي القصة بالقاهرة، وتعرّف في مقهى علي بابا بالقاص يحيى الطاهر عبد الله وقرأ عليه قصصه فأعجبته واختار بعضها لإرساله إلى مجلات عربية بتزكية منه. وفي تلك الفترة نشرت له قصص بمجلات وصحف مصرية وساهم في نشرات بالاستنسل تضم قصصا لمجموعة كتاب شباب مثل يوسف أبو رية، سحر توفيق، عبده المصري.

## مؤلفات
كتب مكاوي سعيد في كل أشكال السرد كافة، الرواية، والنوفيلا والقصة القصيرة وأدب الأطفال والسيناريو الروائي التليفزيوني والتسجيلي والوثائقي والنقد والمقال الأدبي، وقد حصل على جوائز مهمة وتكريمات من مصر والبلاد العربية وهيئات مصرية ودولية وترجمت بعض أعماله إلى لغات مختلفة منها الإنجليزية والفرنسية والألمانية والكرواتية والصينية.

### روايات
- 1991: فئران السفينة، الهيئة المصرية العامة للكتاب، والدار المصرية اللبنانية
- 2008: تغريدة البجعة، دار الدار، دار ميريت للنشر، والدار المصرية اللبنانية[3][4]
- 2015: أن تحبك جيهان، الدار المصرية اللبنانية[5]

### قصص قصيرة
- 1981: الركض وراء الضوء، نشر خاص
- 1991 : حالة رومانسية، نشر خاص
- 2001: راكبة المقعد الخلفي، الهيئة المصرية العامة للكتاب
- 2008: سرى الصغير، دار كتاب اليوم
- 2009: ليكن في علم الجميع سأظل هكذا، الهيئة العامة لقصور الثقافة بالقاهرة
- 2012: غرفة لم يدخلها رجل، المجلس الأعلى للثقافة
- 2013: اللامرئيون، الهيئة المصرية العامة للكتاب [6]
- 2013: البهجة تحزم حقائبها، دار نون للنشر[3]
- 2017: سري الصغير وقصص أخرى، دار دون[7]

### أدب الأطفال
- 1997: صديقي فرتكوش «رواية أطفال»
- سارق الحضارات «مسرحية»
- 2012: كوكب النفايات «رواية»، دار زهراء الشرق
- 2015: جني يبحث عن وظيفة " رواية، الدار المصرية اللبنانية
- 2016: الببغاء الأخرس «رواية»
- وله إسهامات كثيرة في الكتابة للأطفال في مجلات ماجد وبلبل وقطر الندى وكتب الهلال للأولاد والبنات

### كُتُب ونصوص إبداعية
- 2010: مقتنيات وسط البلد «كتاب عن الشخصيات والأماكن»، دار الشروق[8][9]
- 2013: عن ميدان التحرير وتجليـّاته، الهيئة العامة لقصور الثقافة
- 2013: أحوال العباد «كتابة خارج التصنيف»، دار نون للنشر[10]
- 2013: كراسة التحرير «نصوص ووقائع الثورة المصرية»، الدار المصرية اللبنانية[11][12]
- 2016: بياعين الفرح، دار العين[9][13]
- 2018: القاهرة وما فيها.[14]

كما كتب بجريدة المصري اليوم 449 مقال، وله العديد من الكتابات بالصحف والمجلات المصرية والعربية مثل الأهرام والتحرير والقاهرة وأخبار الأدب ومجلة الثقافة الجديدة، وجريدة الحياة اللندنية والقدس العربي ومجلة العربي الكويتي والدوحة ونزوى، ومن ضمن هيئة تحرير مجلة «الكتابة الأخرى» التي تأسست عام 1995 وتعد من أهم المجلات الثقافية المستقلة بمصر، ويعمل أيضًا لأكثر من ثماني سنوات مستشارًا تمويليا متطوعًا في جمعية «ألزهايمر مصر» ومقرها بكلية الطب النفسي بجامعة عين شمس، وهى جمعية متخصصة في تقديم العون لسر مرضى ألزهايمر ومرضى الدميشنا «خرف الكبار» وتأهيل وتدريب هذه الأسر لمساندة المرضى والعمل على إعادة تأقلمهم مع الحياة ومنع تدهور حالته.

## الجوائز
حصل مكاوي سعيد على العديد من الجوائز، ومنها:
1. الجائزة الأولى للرواية في مسابقة د/سعاد الصباح للإبداع العربي عام 1991 عن رواية «فئران السفينة»
2. القائمة القصيرة لجائزة البوكر الدولية للرواية العربية عام 2007 عن رواية " تغريدة البجعة
3. جائزة الدولة التشجيعية في الرواية عام 2008 عن رواية «تغريدة البجعة» [15][16]
4. جائزة اتحاد الكتاب لأفضل مجموعة قصصية عام 2009 عن المجموعة القصصية «ليكن في علم الجميع سأظل هكذا»
5. تكريم نادى القضاء المصري عن التميز الأدبي عام 2008
6. تكريم ساقية الصاوي لأفضل كتاب العام عام 2008
7. تكريم مهرجان طيران الإمارات للأدب عام 2008
8. تكريم من معرض تونس الدولي للكتاب عام 2009
9. تكريم من مهرجان برلين الدولي للأدب عام 2009[17]
10. جائزة القصة القصيرة ضمن جوائز معرض القاهرة الدولي للكتاب عام 2013 عن مجموعة «اللامرئيون»[18]
11. الجائزة الأولى في القصة للكبار «جائزة ساويرس» عن عام 2013 عن مجموعة «البهجة تحزم حقائبها»[11]

مرشح لجائزة البوكر عن رواية تغريدة البجعة عن عام 2007/2008
وتم رصد جوانب من سيرة حياته وأعماله في فيلم ذات مكان، وهو فيلم تسجيلي للمخرج أحمد شوقي، من إنتاج «هاند ميد ستوديوز» والمنتج الفني إياد صالح، ومدير التصوير صالح هواش، ومونتاج ميشيل يوسف شفيق، وموسيقى أحمد نادر.